# Brassaï
Brassaï (pseudonimul lui Gyula Halász jr.; 9 septembrie 1899, Brașov - 8 iulie 1984, Èze, Alpes-Maritimes) a fost un artist fotograf, pictor, sculptor, cineast și publicist francez de origine maghiară.
A eternizat în opera sa viața de noapte a Parisului din anii 1930 și a fost supranumit de prietenul său, scriitorul Henry Miller, „ochii Parisului”.

## Biografie
Pseudonimul său provine de la numele orașului natal, Brașov (în maghiară Brassó).
Gyula Halász a crescut în mediul specific Belle Époque, catolic și cosmopolit. Tatăl său, Gyula Halász senior (1871-1969), a fost scriitor, ziarist și specialist în literatura franceză, iar mama sa, Matild Verzár, era descendenta unei cunoscute familii armene maghiarizate.
La vârsta de trei ani, Brassai a ajuns prima oară la Paris, unde tatăl său a predat la Sorbona.
După absolvirea în 1917 liceului real din Brașov, Brassai, atras de pictură și sculptură, a studiat la Academia de Arte din Budapesta.
A fost nevoit să-și întrerupă studiile din cauza primului război mondial în toi; a fost înrolat în cavaleria austro-ungară în care a servit până la sfârșitul conflagrației.
Dupa război, ca mulți alți intelectuali, a fost atras temporar de idealurile revoluționare ale extremismului politic de stânga. În timpul efemerei Republici Sovietice Ungare s-a înrolat în armata roșie maghiară. După înfrângerea regimului bolșevic, Brassai a trecut printr-o scurtă perioadă de detenție. Cu asemenea cazier neputând fi acceptat în Franța, așa cum își dorise, s-a hotărât să plece în Germania, unde nu s-a lovit de împotrivirea autorităților. În 1920 a sosit la Berlin ca trimis al unor ziare din Ungaria și Transilvania și și-a reluat studiile la academia de arte frumoase din Berlin-Charlottenburg. La Berlin, printre artiștii pe care i-a cunoscut îndeaproape au fost László Moholy-Nagy, pictorii Kandinski și Kokoschka
În 1924 s-a stabilit definitiv la Paris, pe care nu l-a părăsit timp de șaizeci de ani. Și-a perfecționat franceza, citind opera lui Marcel Proust și versurile lui Jacques Prévert. Acesta din urma și scriitorul american Henry Miller au devenit unii dintre cei mai apropiați prieteni ai săi. A frecventat împreună cu ei cluburile de noapte, cafenelele și cabaretele din arondismentul 14 în cartierul Montparnasse.

## Activitatea artistică
Admirator al creațiilor fotografului Eugène Atget, sub impulsul activității de gazetar și încurajat de prietenul său, fotograful, originar din Ungaria, André Kertész, aproximativ din anul 1929 Gyula Halász a început a fotografia imagini fermecate ale Parisului nocturn, vilele și parcurile, malurile Senei și ulicioarele fără vârstă din cartierele vechi, uneori pe timp de ploaie și ceață (remarcabilă a rămas, de pildă, imaginea „Statuii mareșalului Ney în ceață”, 1931).
Artistul a adoptat începând din anul 1931 numele de Brassaï, ceea ce în maghiară înseamnă „brașovean” (brassói, brassai).
În 1933 i-a apărut primul album, „Parisul, noaptea”, însoțit de un text de Paul Morand, care i-a adus un mare succes, mai ales în mediul artistic. O parte din fotografii le-a consacrat înaltei societăți și celebrităților epocii, de pildă unor celebrități intelectuale, de teatru și operă. A creat portrete devenite clasice ale lui Salvador Dali, Pablo Picasso, Henri Matisse și Alberto Giacometti, ale lui Jean Genet, Henri Michaux, Jean Paul Sartre și Simone de Beauvoir.

## Distincții și onoruri
- Filmul Tant qu'il y aura des bêtes (1956): Marele Premiu Special al Festivalului de la Cannes, pentru filmul de cea mai mare originalitate
- Medalia de aur la Bienala de fotografie din Veneția (1957)
- Premiul Societății Americane a Fotografilor de magazine ilustrate (1966)
- Medalia orașului Arles (1974)
- Cavaler al Artelor și Literelor (1974)
- Cavaler al Legiunii de Onoare (1976)
- Marele Premiu Internațional de Fotografie - Paris (1978)

## Scrierile
Brassaï a scris 17 cărți și numeroase articole și un roman: Povestea Mariei (Histoire de Marie) (1948), prefațat de Henry Miller. 
În îngrijirea editurii Universității din Chicago au apărut în traducere engleză Scrisorile către părinți și Conversații cu Pablo Picaso (1964).
Brassaï a încetat din viață la 8 iulie 1984 la Èze, în departamentul Alpes Maritimes, pe Coasta de Azur, și a fost înhumat în cimitirul Montparnasse din Paris.
În anul 2000 văduva sa Gilberte (născută Boyer) a organizat o mare expoziție în cinstea operei și amintirii sale, la Centrul Pompidou.
Cu douăzeci de ani mai tânără decât Brassaï, ea a decedat în 2005 și este înmormântată alături de artist în cimitirul Montparnasse.

## Citate
- „Nu inventez nimic, imaginez totul.”
- „Documentez cu fotografia, acest mijloc de exprimare pe care l-am ales, pentru că e cel mai apropiat de realitate.”